# オルデンドルフ (シュターデ郡)
オルデンドルフ（ドイツ語: Oldendorf、低地ドイツ語: Olendörp）は、ドイツ連邦共和国ニーダーザクセン州のシュターデ郡に属す町村（以下、本項では便宜上「町」と記述する）で、ザムトゲマインデ・オルデンドルフ＝ヒンメルプフォルテンに属す。

## 地理

### 自治体の構成
この町には首邑であるオルデンドルフの他、カーケン、ティンマーラーデ、ズンデ、ヴァイセンモーア、ジートルング・オルデンドルフの集落が属す。

## 歴史
「オルデンドルフ」という名前は低地ドイツ語に由来する名前で「古い村」を意味する。
1959年8月、オルデンドルフ湖付近の高層湿原で大規模な原野火災が発生した。この火災は4週間後になってやっと鎮火した。

## 行政

### 議会
オルデンドルフの町議会は13議席からなる。

### 紋章と旗
この町の紋章は1982年9月27日に制定され、同年12月30日にシュターデ郡の認可を得た。
図柄: 左右二分割。向かって右はさらに上下に分割。向かって左は緑地に四方の端まで貫く金の十字。向かって右上は金地で赤い爪や嘴を持ち、左（向かって右方向）を見る黒い鷲。向かって右下は黒地で、左（向かって右）を向いて現れる金の獅子。
十字は、11世紀にはすでに帝国教区教会および洗礼を施す教会として中心的役割を担い、現在もなお重要な聖マルティン教会を示す。緑は主に農業を中心とする町の構造を象徴している。鷲と獅子は、1651年にスウェーデン王クリスティーナおよび1653年にカール10世グスタフによって貴族に列せられたダニエル・フォン・アーレントの紋章から転用された。彼は1642年からその本拠地をオルデンドルフに構え、1670年に亡くなって以後はオルデンドルフの聖マルティン教会に葬られている。
この町の旗は、紋章に合わせて 黄 - 緑 である。

## 文化と見所
オルデンドルフには800年の伝統を持つ荒石造りの教会、聖マルティン教会がある。その教会塔は高さ36mである。

## 経済と社会資本

### 交通
オルデンドルフは郡道114号線を経由して、ヒンメルプフォルテンでシュターデおよびハンブルクに至る連邦道B73号線に接続し、さらにブレーマーフェルデに至る連邦道B74号線に接続する。オルデンドルフを経由するアウトバーンA22号線の長期工事計画が立案されている。

### 教育
オルデンドルフ学校センターには基礎課程学校、本課程学校、実科学校および幼稚園がある。学校のすぐ隣にはルドルフ・ペプケ・スポーツセンターがあり、学校やスポーツクラブ TuSオルデンブルクが利用している。

## 引用
1. ↑  Landesamt für Statistik Niedersachsen, LSN-Online Regionaldatenbank, Tabelle A100001G: Fortschreibung des Bevölkerungsstandes, Stand 31. Dezember 2023
2. ↑  ザムトゲマインデのインターネットサイトの紋章ページ